# Pteropodidae
Famille
Sous-familles de rang inférieur
- Macroglossinae
- Pteropodinae

La famille des Pteropodidae regroupe des chauves-souris dont le nom vernaculaire utilise le terme de roussette, mais pas uniquement. Jusqu'à récemment, elles formaient la seule famille du sous-ordre des Mégachiroptères (Megachiroptera). Cependant, des études moléculaires ont bouleversé la classification des Chiroptères et les Pteropodidae sont désormais regroupés avec quelques familles de Microchiroptera au sein des Yinpterochiroptera.
Cette famille compte près de 191 espèces réparties
dans 46 genres. Ces Chiroptères à tête de renard sont en général frugivores, mais les plus petites sont nectarivores. Elles se répartissent dans les zones au climat tropical de l'Afrique à l'Australie. Leur diversité est particulièrement importante en Australasie.

## Morphologie
Elle dispose d'un long museau et d'oreilles pointues qui rappellent ceux des canidés. Comme les autres chiroptères, leurs membres avant sont équipés d'un patagium qui permet le vol. Cependant les organes et les techniques de vol sont moins développés que chez les microchiroptères, l'autre groupe de chauves-souris. En général, ces animaux nocturnes sont de couleur sombre, du brun au gris, mais au moins une est jaune Cynopterus brachyotis et Pteropus pumilus est presque blanche.
Les plus grandes espèces de ces chauves-souris sont parmi les Pteropus dont la roussette géante des Indes mais surtout le kalong de Malaisie. Celles-ci peuvent atteindre à l'âge adulte 1,7 m d'envergure pour 35 à 40 cm de long et un poids de plus de 1,5 kg. La plus petite est certainement Syconycteris australis avec ses 12 à 15 cm d'envergure pour un poids total de 3 à 5 g.
Beaucoup d'espèces affichent un dimorphisme sexuel et chez la plupart d'entre elles, les mâles sont plus grands que les femelles. Les canines sont plus développées chez un grand nombre d'espèces également. Les mâles de certaines espèces disposent de glandes cutanées. Le dimorphisme sexuel le plus important s'observe chez Hypsignathus monstrosus chez qui les mâles ont un important sac pharyngal qui leur permet de pousser des cris très bruyants.

## Sens
Ces chiroptères voient très bien, bien mieux que leurs cousines microchiroptères. La Rousettus egyptiacus, qui vit dans les grottes, sait utiliser l'écholocation mais d'une manière générale, ce sens n'est pas aussi développé que chez leurs cousines, d'ailleurs il semble que les mécanismes mis en œuvre chez les macrochiroptères pour la permettre soit légèrement différents de celui des microchiroptères, ce qui permet d'imaginer que ce sens se soit développé indépendamment chez les Pteropodidae. Ces chauves-souris disposent également d'un bon sens de l'odorat, ce qui leur permet de détecter très loin fruits et fleurs.

## Éthologie

### Comportement
Beaucoup d'espèces sont grégaires, elles se regroupent dans des arbres. Elles sont souvent bruyantes.

### Nourriture
Les plus grandes espèces sont frugivores, leurs dents sont adaptées à percer la peau des fruits et à les broyer afin d'en extraire le jus, qui dans certains cas est la seule partie consommée. Les plus petites espèces sont également ou seulement nectarivores et comme les oiseaux-mouches lèchent le nectar des fleurs. Ces petites espèces peuvent avoir très peu de dents. Les Nyctimene sont eux, partiellement insectivores, et donc atypiques pour plusieurs raisons.
Ces espèces semblent toutes jouer un rôle important pour la préservation des forêts et des savanes boisées. Les espèces nectarivores sont d'excellents pollinisateurs, les pollens se prenant facilement dans les poils. Les autres disséminent les graines, après une digestion rapide. Les déjections sont effectuées en vol. Aussi certaines espèces d'arbres forment une interaction mutualiste avec une espèce, c'est le cas de certaines espèces de baobab (genre Adansonia) et des arbres à saucisses.

### Relation avec l'homme
L'homme est prédateur des espèces les plus grandes, il les mange. Plusieurs de ces chauves-souris sont réputées être vecteurs potentiels de virus dangereux. Depuis 2007, on a montré que la roussette d'Égypte est un des réservoirs possibles pour le virus Marburg. Entre 2001 et 2003, on a montré que trois espèces de ces chauves-souris, Hypsignathus monstrosus, Epomops franqueti, et Myonycteris torquata sont potentiellement porteuses saines d'un virus proche de celui du Marburg, le virus Ebola. En Malaisie, des roussettes sont porteuses du virus Nipah, hautement pathogène également.
Les espèces frugivores peuvent s'attaquer aux vergers, elles sont alors considérées comme nuisibles.

## Histoire évolutive, classification et taxonomie
C'est la seule famille au sein du sous-ordre des Megachiroptera, l'autre sous-ordre des Chiroptères étant les Microchiroptera. Les différences de comportements et de morphologies sont assez notables entre les deux groupes. À noter que cette classification est cependant dépassée, voir début de l'article.

### Histoire évolutive
L'histoire évolutive des chauves-souris est assez mal connue. Selon la théorie classique, les deux sous-ordres descendent d'un ancêtre commun, déjà capable de vol et d'écholocation. Ces groupes auraient divergé il y a 50 Ma. On a découvert des fossiles de Ptéropodidés datés au moins du milieu de l'Oligocène. Cependant, dans les années 1980 et 1990 naquit une autre hypothèse, considérant que les Megachiroptera étaient en fait un groupe proche des primates, plus précisément des lémuriens : en effet les tarsiers ressemblent beaucoup aux mégachiroptères. Dans cette hypothèse, le vol et l'écholocation seraient une simple convergence évolutive. D'ailleurs, au XVIIIe siècle, Georges-Louis Leclerc de Buffon ne considérait pas ces animaux comme des chauves-souris à part entière. Cette hypothèse est démentie par les analyses phylogénétiques récentes, qui indiquent une plus longue histoire commune avec le clade des microchiroptères que l'hypothèse primate ne le permet,.
D'autres études ont récemment suggéré que certaines familles de microchiroptères insectivores comme les Rhinolophidae, les Rhinopomatidae et les Megadermatidae pourraient être plus proches de ce groupe que de celui des microchiroptères,. L'utilisation des données moléculaires et la multiplication des recherches ont permis de revoir et corriger la systématique de l'Ordre des Chiroptères. Les sous-ordres Microchiroptera et Megachiroptera ont laissé la place aux sous-ordres Yinpterochiroptera (Mégachiroptères + quelques familles de Microchiroptères) et les Yangochiroptera (les familles de Microchiroptères restantes).
Cette classification est cependant très récente (les années 2000) et n'est pas encore rentrée dans les mœurs.

### Une classification morphologique
Les Ptéropodidés se distinguent assez aisément des autres chauves-souris par, principalement, les sept caractéristiques suivantes :
Le second doigt est relativement indépendant du troisième doigt et, en général, conserve une griffe alors qu'il n'y en a pas pour toutes les autres espèces de chiroptères. Le Processus postorbital du crâne est bien marqué. La denture, très variable selon les espèces, est beaucoup plus réduite en général que chez microchiroptères et il n'y a pas plus de deux incisives, aussi bien à la mandibule qu' aux maxillaires supérieurs. Le prémaxillaire  est très développé, ce qui donne cet aspect canin mais il manque les branches palatales. Les oreilles sont moins développées que chez les autres chiroptères, l'écholocation est d'ailleurs moins développée chez ces espèces, voir pratiquement inexistante. Le tragus est minimal et la cochlée est petite. La queue est petite ou absente et n'est pas prise dans le patagium.
Deux sous-familles sont distinguées dans les classifications couramment admises en 2008, les Macroglossinae et les Pteropodinae, elles ont été créées par Gray respectivement en 1866 et 1830. Cependant le groupe formé par les Macroglossinae, bien que toutes ces espèces soient nectarivores, semble être, au vu des analyses morphologiques et génétiques, paraphylétique ou polyphylétique. Leurs ressemblances n'est donc alors qu'une convergence évolutive et ce groupe devrait à terme être revu d'autant que le terme Macroglossinae est identique à une sous famille de lépidoptère, les Macroglossinae. Ce groupe inclut en général, en 2008, douze espèces réparties dans six genres Eonycteris, les Macroglossus, les Megaloglossus, les Melonycteris, les Notopteris, les Syconycteris. Le groupe des Pteropodinae regroupe les genres Acerodon, Aethalops, Alionycteris, Aproteles, Balionycteris, Boneia, Casinycteris, Chironax, Cynopterus, Dobsonia, Dyacopterus, Eidolon, Epomophorus, Epomops, Haplonycteris, Harpyionycteris, Hypsignathus, Latidens, Megaerops, Micropteropus, Myonycteris, Nanonycteris, Neopteryx, Nyctimene, Otopteropus, Paranyctimene, Penthetor, Plerotes, Ptenochirus, Pteralopex, Pteropus, Rousettus, Scotonycteris, Sphaerias, Styloctenium, Thoopterus. Des études sont en cours pour déterminer leur phylogénie précise au sein des Pteropodinae.

### Liste complète des genres
Selon MSW :
- genre Acerodon
- genre Aethalops
- genre Alionycteris
- genre Aproteles
- genre Balionycteris
- genre Casinycteris
- genre Chironax
- genre Cynopterus
- genre Dobsonia
- genre Dyacopterus
- genre Eidolon
- genre Eonycteris
- genre Epomophorus
- genre Epomops
- genre Haplonycteris
- genre Harpyionycteris
- genre Hypsignathus
- genre Latidens
- genre Lissonycteris
- genre Macroglossus
- genre Megaerops
- genre Megaloglossus
- genre Melonycteris
- genre Micropteropus
- genre Myonycteris
- genre Nanonycteris
- genre Neopteryx
- genre Notopteris
- genre Nyctimene
- genre Otopteropus
- genre Paranyctimene
- genre Penthetor
- genre Plerotes
- genre Ptenochirus
- genre Pteralopex
- genre Pteropus
- genre Rousettus
- genre Scotonycteris
- genre Sphaerias
- genre Styloctenium
- genre Syconycteris
- genre Thoopterus

### Taxonomie et dénomination
Le terme  Megachiroptera est issu de terme grec ancien et peut se traduire par « grande chauve-souris ». Le terme Pteropodidae se traduit de même par « pied volant ». La famille a été proposée par Gray en 1821, tandis que le sous-ordre l'a été par Dobson en 1875.
La plupart des espèces peuvent être appelées roussette ou renard volant. Quelques-unes ont un nom vernaculaire spécifique qui ne contient pas ce terme comme la chauve-souris au nez en tube des Philippines (Nyctimene rabori) ou la chauve-souris de Wœrmann (Megaloglossus woermanni). Bon nombre d'espèces n'ont cependant pas de nom en français, elles peuvent être appelées génériquement « ptérope » ou d'après un nom formé par une transcription en français de leur nom scientifique, comme l'hypsignathe monstrueux terme formé à partir de Hypsignathus monstrosus. Le Pteropus subniger, aujourd'hui disparu, s'appelait aussi rougette.

## Conservation
Selon l'UICN, au moins quatre grandes espèces sont éteintes en 2008, Pteropus brunneus, Pteropus pilosus, Pteropus subniger, Pteropus tokudae. Neuf espèces sont en danger critique, 18 en danger et 38 sont vulnérables.

### Sous-ordre desMegachiroptera
- (en) Tree of Life Web Project : Megachiroptera
- (en) Fauna Europaea : Megachiroptera (consulté le 22 mars 2023)
- (fr + en) ITIS : Megachiroptera  Dobson, 1875
- (en) NCBI : Megachiroptera (taxons inclus)

### Famille desPteropodidae
- (en) Mammal Species of the World (3e  éd., 2005) : Pteropodidae  Gray, 1821
- (en) Catalogue of Life : Pteropodidae Gray, 1821 (consulté le 11 décembre 2020)
- (en) Fauna Europaea : Pteropodidae (consulté le 22 mars 2023)
- (en) Paleobiology Database : Pteropodidae
- (fr + en) ITIS : Pteropodidae  Gray, 1821
- (en) Animal Diversity Web : Pteropodidae
- (en) NCBI : Pteropodidae (taxons inclus)
- (en) UICN : taxon  Pteropodidae  (consulté le 6 janvier 2023)
- (fr + en) CITES : famille Pteropodidae (sur le site de l’UNEP-WCMC)